# Emelie Hollow
Emelie Anne Hollow (Vinterbro, 26 dicembre 1998) è una cantautrice norvegese di origini neozelandesi.

## Biografia
Emelie Hollow ha fatto il suo debutto discografico con l'EP eponimo, uscito nel settembre 2017 sotto l'Universal A/S; al progetto ha fatto seguito l'EP Hear It Out Loud (2019).
L'album in studio d'esordio Half the Story, messo in commercio nell'agosto 2021, ha esordito al 39º posto della VG-lista. Ha in seguito ricevuto una nomination agli Spellemannprisen nella categoria di paroliere dell'anno.
Nel maggio 2023 è avvenuta la pubblicazione del suo secondo LP, intitolato Solitude. La raccolta Hver gang vi møtes 2024 (2024) contiene Falsk alarm, prima top five della cantante in hit parade; inoltre, le tracce Hvor er du nå, Jeg vet du er borte e Månemannen hanno tutte e tre raggiunto la top 20.

## Discografia

### Album in studio
- 2021 – Half the Story
- 2023 – Solitude

### EP
- 2017 – Emelie Hollow
- 2019 – Hear It Out Loud

### Raccolte
- 2024 – Hver gang vi møtes 2024

### Singoli
- 2017 – Like I Love You
- 2017 – Feeling of Christmas
- 2019 – Hear It Out Loud
- 2020 – Break It Right (con Ruben)
- 2020 – Safe Zone (con i SeeB)
- 2020 – Monster
- 2020 – Me
- 2021 – Half the Story (Chapter One)
- 2021 – If Not You Then Who (con Kops)
- 2021 – Trust You
- 2021 – Feel
- 2021 – Half the Story (Chapter Two)
- 2021 – Fallen Angel
- 2021 – Careful (con Nicklas Sahl)
- 2021 – Sparrow (con i Lemaitre)
- 2023 – A Love like This Pt. 2
- 2023 – No One's Ever Looked at Me like That/I Don't Believe It
- 2023 – Take My Love/Please Don't Give It Away
- 2023 – You're So Good to Me/How Can You Love Someone Like Me
- 2023 – I Could Lie Here Forever/But Life Gets in The Way
- 2023 – Jula tilbake
- 2024 – Who Took You Away (Mu Áhkku) (con Ella Marie)
- 2024 – Elsk meg (con Odin)
- 2024 – Nå har du meg
- 2024 – Emelie